# Friedrich Philipp Fournier
Friedrich Philipp Fournier (* 29. Mai 1801 in Prenzlau; † 7. August 1883) war ein deutscher Jurist, Kommunalpolitiker und Bahnmanager.

## Leben

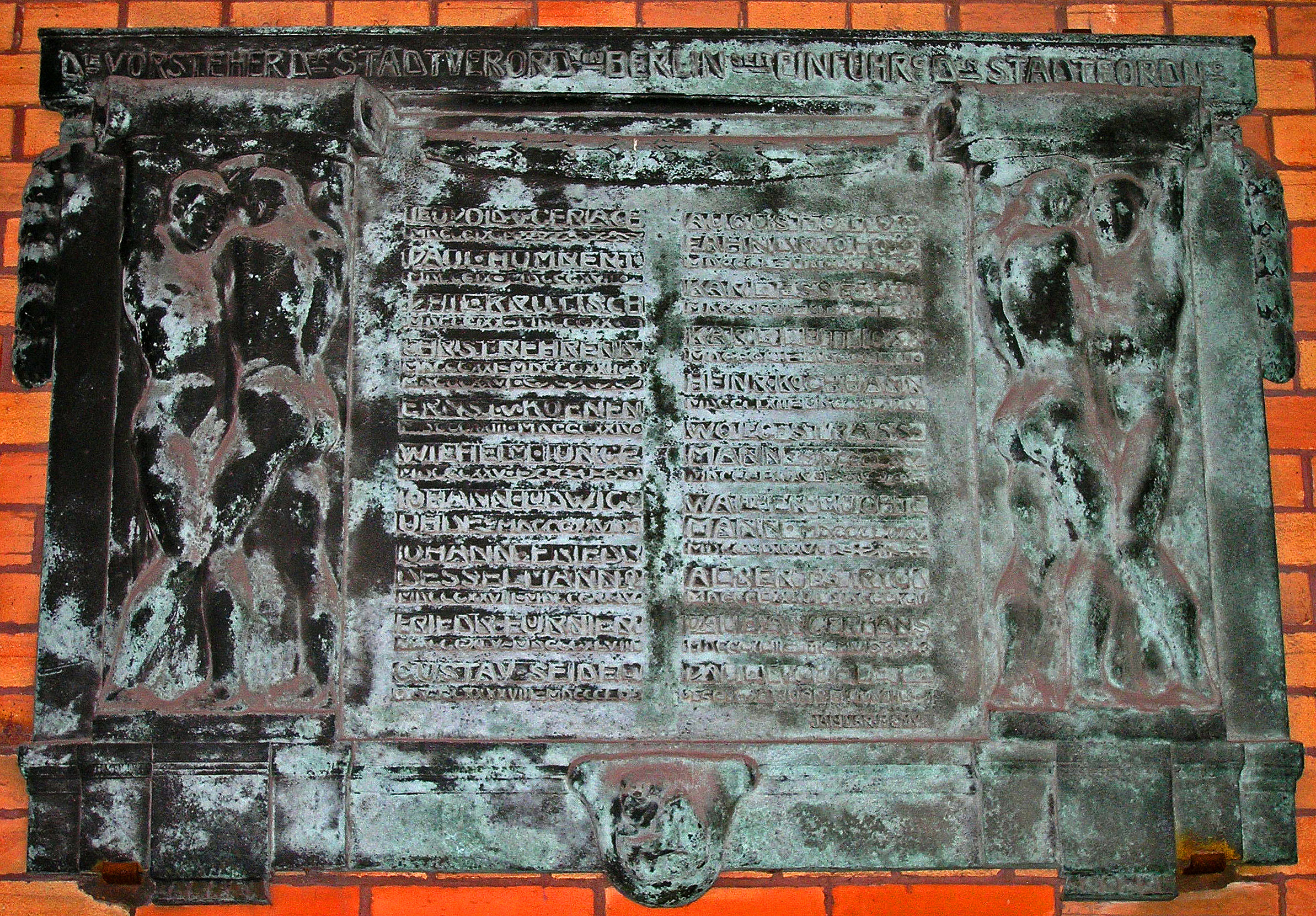
Gedenktafel am Roten Rathaus in Berlin für die Berliner Stadtverordnetenvorsteher, Fournier hier mit den Jahresangaben 1845 bis 1848

Friedrich Philipp Fournier war ein Sohn des Abraham Philipp Fournier (* um 1761, † 1825), Landrentmeister der Kurmark. Er besuchte das Collège français, das Friedrich-Wilhelms-Gymnasium und das Gymnasium zum Grauen Kloster in Berlin. Nach Ablegung der Reifeprüfung (Michaelis 1820) studierte er Rechtswissenschaften in Halle und ab Ostern 1822 in Berlin. Im August 1823 legte er die erste juristische Staatsprüfung ab und wurde als Auskultator beim Stadtgericht in Berlin angestellt. Nach der zweiten juristischen Staatsprüfung (Mai 1826) wurde er Referendar beim Oberlandesgericht Frankfurt/Oder, nach der dritten juristischen Staatsprüfung (September 1829) Assessor beim Land- und Stadtgericht in Frankfurt/Oder.
1835 schied er aus familiären Gründen als Kammergerichtsassessor aus dem Staatsdienst aus und übernahm die Verlagsbuchhandlung seines Schwiegervaters Gottfried Carl Nauck am Hausvogteiplatz in Berlin. Im August 1843, fünf Jahre nach der Eröffnung der ersten preußischen Eisenbahn zwischen Berlin und Potsdam, wurde Fournier zum Direktor der Niederschlesisch-Märkischen Eisenbahn gewählt, die den Bau der Bahnstrecke Frankfurt/Oder – Breslau ausführte und 1844 zusätzlich die Bahnstrecke Berlin – Frankfurt/Oder übernahm (Inbetriebnahme der Gesamtstrecke 1846). Ab dem 1. Januar 1849 übernahm er die Stelle des Vorsitzenden der Direktion der Berlin-Anhaltischen Eisenbahngesellschaft und blieb es bis zum Übergang der Bahn an den Staat 1882. Am 30. Juni 1882 trat er in den Ruhestand. 1853 war er Mitglied des Comités zur Gründung der Allgemeinen Eisenbahn-Versicherungs-Gesellschaft, woran er maßgeblichen Anteil hatte. Auf der Generalversammlung des Vereins deutscher Eisenbahn-Verwaltungen in Baden-Baden wurde er 1854 zum geschäftsführenden Vorstand gewählt und auf der Generalversammlung in Wien 1869 per Akklamation wiedergewählt. 1856 war er Mitglied des Gründungskomitees und des Verwaltungsrats der Aktiengesellschaft für Fabrikation von Eisenbahnbedarf. Der preußische Staat verlieh ihm den Titel eines Regierungsrats. Im Dezember 1860 wurde er zum Geheimen Regierungsrat ernannt.

## Politik
1840 wurde Fournier zum Stadtverordneten gewählt. Ab 1841 amtierte er Schiedsmann des Hausvogteiplatz-Bezirks (1844 und 1847 wiedergewählt), 1843 als Stellvertreter des Stadtverordnetenvorstehers. Von 1844 bis 1848 war er selbst Stadtverordnetenvorsteher in Berlin. Als solcher präsidierte er am 19. November 1847 der ersten öffentlichen Stadtverordnetensitzung in Berlin. Während der Märzunruhen 1848 war er einer der herausragenden Repräsentanten der Bürgerschaft. Im Verlauf des Revolutionsjahrs legte er das Amt des Stadtverordnetenvorstehers nieder. Stadtverordneter blieb er bis zu seinem Tod. Als Vorsteher des Gremiums wurde er wiederholt (u. a. 1850) wieder gewählt, trat das Amt aber nicht mehr an.

## Familie
Verheiratet war Fournier mit Charlotte Sophie Wilhelmine Nauck (* 22. Juni 1804 in Berlin; † 1882), einer Tochter des Verlagsbuchhändlers Johann Gottfried Carl Nauck und der Marie Charlotte Henriette Dorothee, geb. Müller. Ein Sohn dieser Ehe war Karl Friedrich Philipp Wilhelm Fournier (1831–1902), Gutsbesitzer auf Sophienwalde und Baudach, Kreis Crossen an der Oder, dessen Sohn Walther L. Fournier Jagdschriftsteller war.

## Auszeichnungen
- Ritterkreuz des Sächsischen Albrechts-Ordens (1858)
- Preußischer Kronenorden 2. Klasse
- Komturkreuz des Sächsischen Albrechts-Ordens
- Komturkreuz des Österreichischen Franz-Josephs-Ordens